# Arman (kunstenaar)
Arman (Nice, 17 november 1928 – New York, 22 oktober 2005), was een Frans-Amerikaanse kunstenaar, beeldhouwer, die ook actief was als sieraadontwerper.

## Armand
Net als de door hem bewonderde Vincent van Gogh, die alleen met zijn voornaam "Vincent" signeerde, tekende Armand Pierre Fernandez (zoals Arman oorspronkelijk heette) zijn werk met zijn eerste voornaam "Armand". Eind 1957 besloot hij die naam te veranderen in "Arman".

## Leven en werk
De vader van Arman was de uit Spanje afkomstige Antonio Fernandez, een antiquair uit Nice die ook amateur-schilder, -fotograaf en -musicus (cello) was. Van hem leerde Arman zowel het schilderen als het fotograferen. Na een studie filosofie en mathematica ging Arman in 1946 naar de École nationale d'arts décoratifs in Nice. In die periode leerde hij, via een Judoschool, de kunstenaars Yves Klein en Claude Pascal kennen, met wie hij liftend door Europa trok. In 1949 rondde Arman zijn studie in Nice af en meldde zich als student aan de École du Louvre in Parijs aan. Zijn studie was met name gericht op archeologie en oosterse kunst. In 1951 werd Arman benoemd tot leraar aan de Bushido Kai Judo School in Madrid. Hij vervulde in 1952 zijn dienstplicht en diende gedurende de Eerste Indochinese Oorlog korte tijd bij de medische troepen. 
Vanaf 1953 was Arman aanvankelijk werkzaam als schilder, geïnteresseerd in de abstractie, waarbij hij werd beïnvloed door de schilders Serge Poliakoff en Nicolas de Staël.
De eerste experimentele werken van Arman waren de cachets, hiertoe geïnspireerd door een expositie in 1954 van de Duitse dadaïst Kurt Schwitters, waarvan hij er enkele tijdens een solotentoonstelling in 1958 presenteerde in de Parijse Galerie Iris Clerc. De tweedimensionale met stempels gemaakte inktdruksels op papier en stof waren een groot succes en vormden de aanleiding tot een enorme verandering in zijn werkwijze.

### Huwelijken en kinderen
In 1953 trouwde hij met de componiste Éliane Radigue met wie hij drie kinderen kreeg: Françoise (1951), Anne (1953) en Yves (1954-1989). In 1971 trouwde hij met Corice Canton, bij wie hij twee kinderen kreeg, Yasmine (1982) en Philippe (1987). En 1989 kreeg hij een zesde kind, Yves, samen met Carole César.

## "Accumulation" en "poubelle"
Tussen 1959 en 1962 ontwikkelde Arman zijn herkenbare stijl met twee nieuwe concepten: de accumulation en de poubelle, die een grote publieke belangstelling genoten:
De accumulation of accumulatie was een verzameling van gewone, herkenbare objecten, die volstrekt identiek waren en in grote aantallen in een polyester of plexiglas behuizing werden gevat. In 1959 bemerkte hij bij het publiek een positieve reactie op zijn eerste accumulaties en begon hij de kracht van deze kunstuiting te zien. Vanaf 1962 ging hij de objecten lassen.
De poubelle was een verzameling uitgestrooid afval. In 1960 vulde hij Galerie Iris Clert met vuilnis, zo Le Plein creërend als een contrapunt van de tentoonstelling Le Vide van twee jaar eerder in dezelfde galerie van zijn vriend Yves Klein.

## Nouveau Réalisme
In oktober 1960 was Arman nauw betrokken bij de oprichting van de kunstenaarsgroep nieuw realisme (Nouveau réalisme) met Yves Klein, François Dufrêne, Raymond Hains, Martial Raysse, Daniel Spoerri, Jean Tinguely, Jacques Villeglé en de kunstcriticus/filosoof Pierre Restany. Later voegden ook César, Mimmo Rotella, Niki de Saint Phalle en Christo zich bij de groep.

## Verenigde Staten
In 1961 maakte Arman zijn debuut in de Verenigde Staten, het land dat zijn tweede vaderland zou worden. Afwisselend leefde Arman in New York: eerst in Hotel Chelsea in de wijk Chelsea (Manhattan), vanaf 1970 in een appartement in de wijk SoHo en ten slotte vanaf 1985 tot zijn dood in een eigen pand in TriBeCa, een porte-manteau voor Triangle Below Canal Street, een wijk in Lower Manhattan; en in Frankrijk: eerst in Nice en vanaf 1967 in Vence.
In 1972 kreeg hij naast de Franse nationaliteit ook het Amerikaanse staatsburgerschap. Arman overleed op 22 oktober 2005 in New York.

## Accumulaties (selectie)

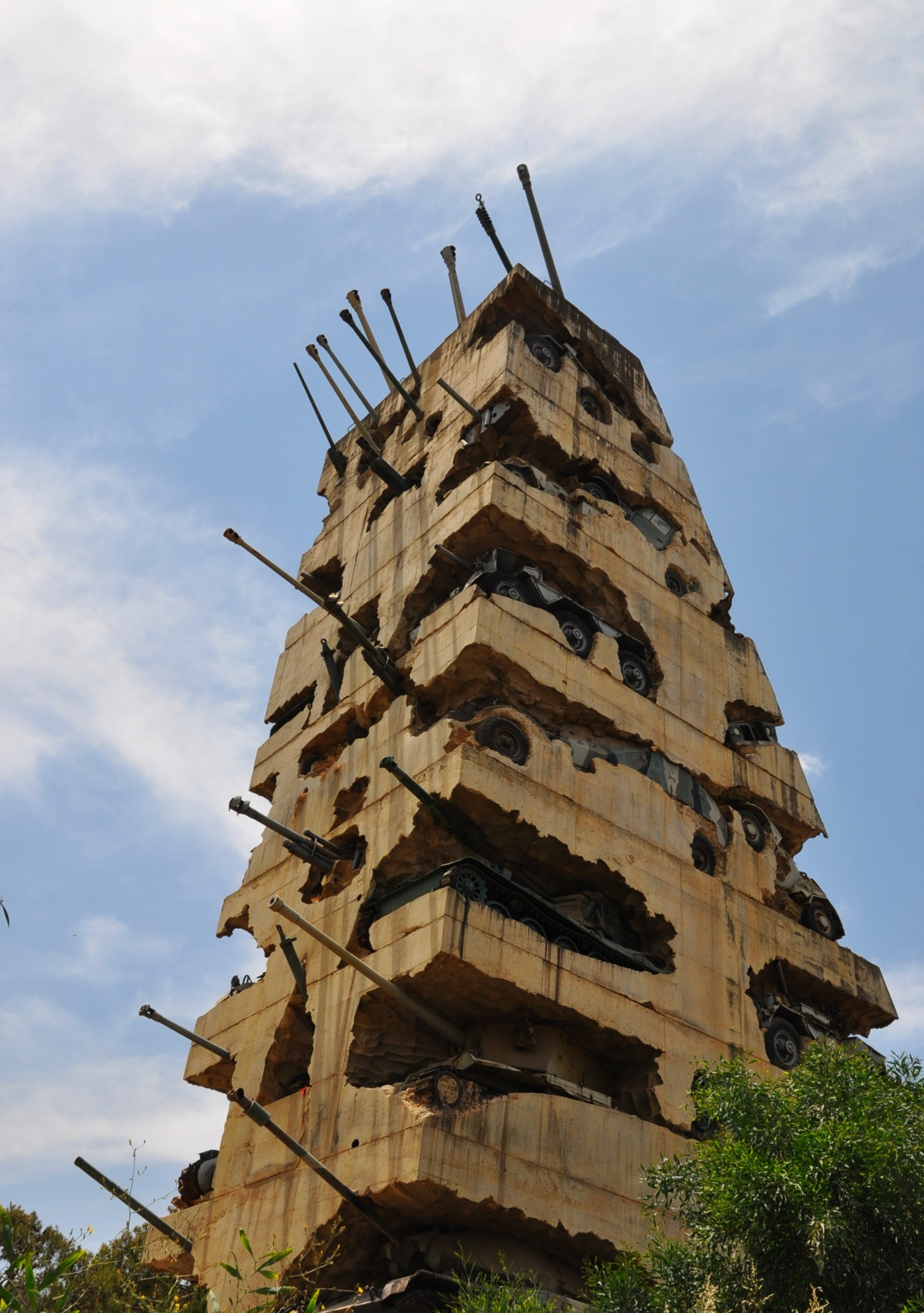
Hope for Peace Monument

- Een van de grootste, ooit door Arman vervaardigde, accumulaties is Long Term Parking uit 1982, dat zich bevindt in Jouy-en-Josas. De sculptuur is een 19,5 meter hoge stapeling van 59 auto's in beton gemetseld op een sokkel van 8 x 8 meter.

- Even ambitieus was zijn voor de Libanese regering in 1995 gecreëerde werk Hope for Peace in het tijdens de Libanese Burgeroorlog verscheurde Beiroet. Arman maakte een accumulatie, ter gelegenheid van het vijftigjarige bestaan van de Libanese strijdkrachten, van 32 meter hoog en bestaande uit 83 tanks en andere militaire voertuigen.

- 1984 in opdracht van de Franse autoriteiten de accumulatie À la République, bestaande uit marmeren vlaggen, voor het presidentiële paleis, het Élysée in Parijs

- 1984 Les travailleurs de la mer,[1] beeldenpark Fundación Bartolomé March in Palma de Mallorca

- 1985 in New York een monumentale Rostropovitch's Tower, bestaande uit een accumulatie van bronzen cello's

- 1985 bij Gare Saint Lazare in Parijs accumulaties van klokken L'heure de tous en bagage Consigne à vie

- 1992 een accumulatie van supergrote vorken in Roanne Les Gourmandes

- 1999 een accumulatie van bronzen in stukken gezaagde en gestapelde Ferrari's La Rampante bij de entree van het circuit Autodromo Enzo e Dino Ferrari in Italië.

- Arman was eveneens betrokken bij de bouw (van 1969 tot 1994) door 15 internationale kunstenaars van Le Cyclop de Jean Tinguely in het Franse Milly-la-Forêt.

## Apollo Offering
Arman schonk in 1994 zijn sculptuur Apollo Offering aan de gemeente Amsterdam ter vervanging van de in 1993 van de Apollolaan gestolen sculptuur Minerva uit 1929 van de beeldhouwer Jan Havermans. De sculptuur was eerder te zien geweest tijdens de eenmalige beeldententoonstelling op de pleinen van de Apollolaan Biënnale Skulptuur in 1994.

## Fotogalerij

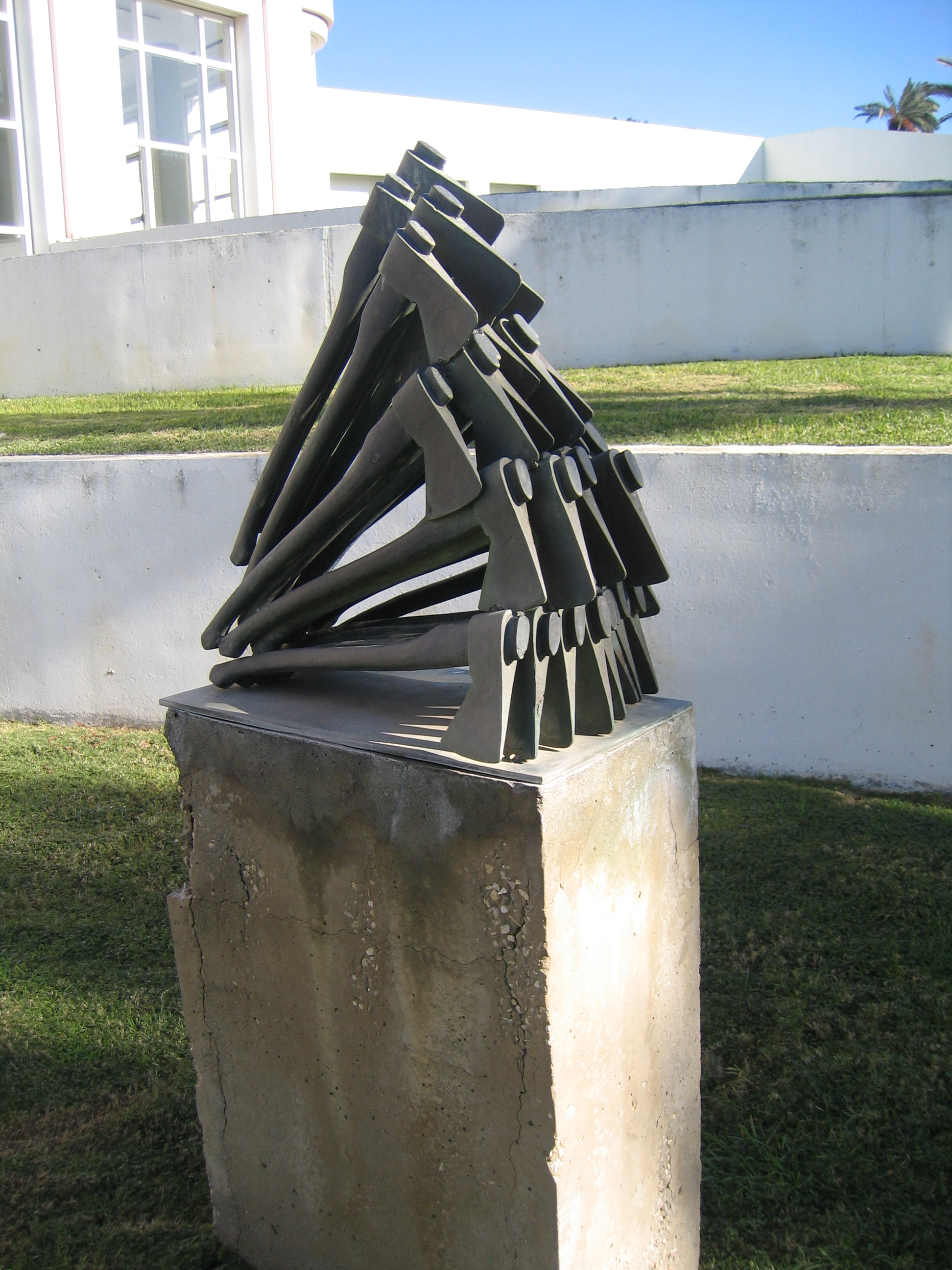
"Avalanch" (1990), Tel-Aviv University
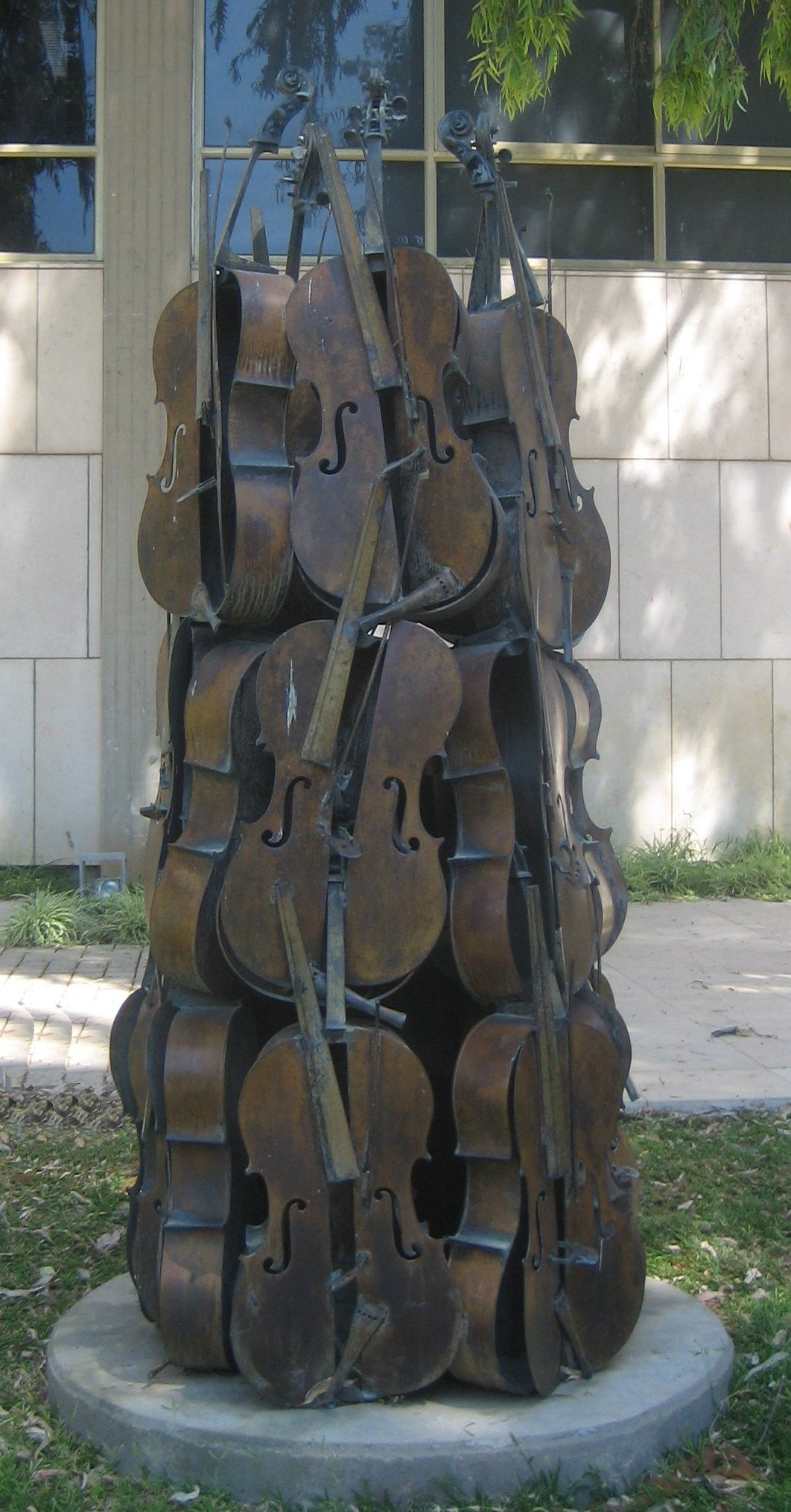
Music Power N. 2 (1986), Tel-Aviv Museum of Art
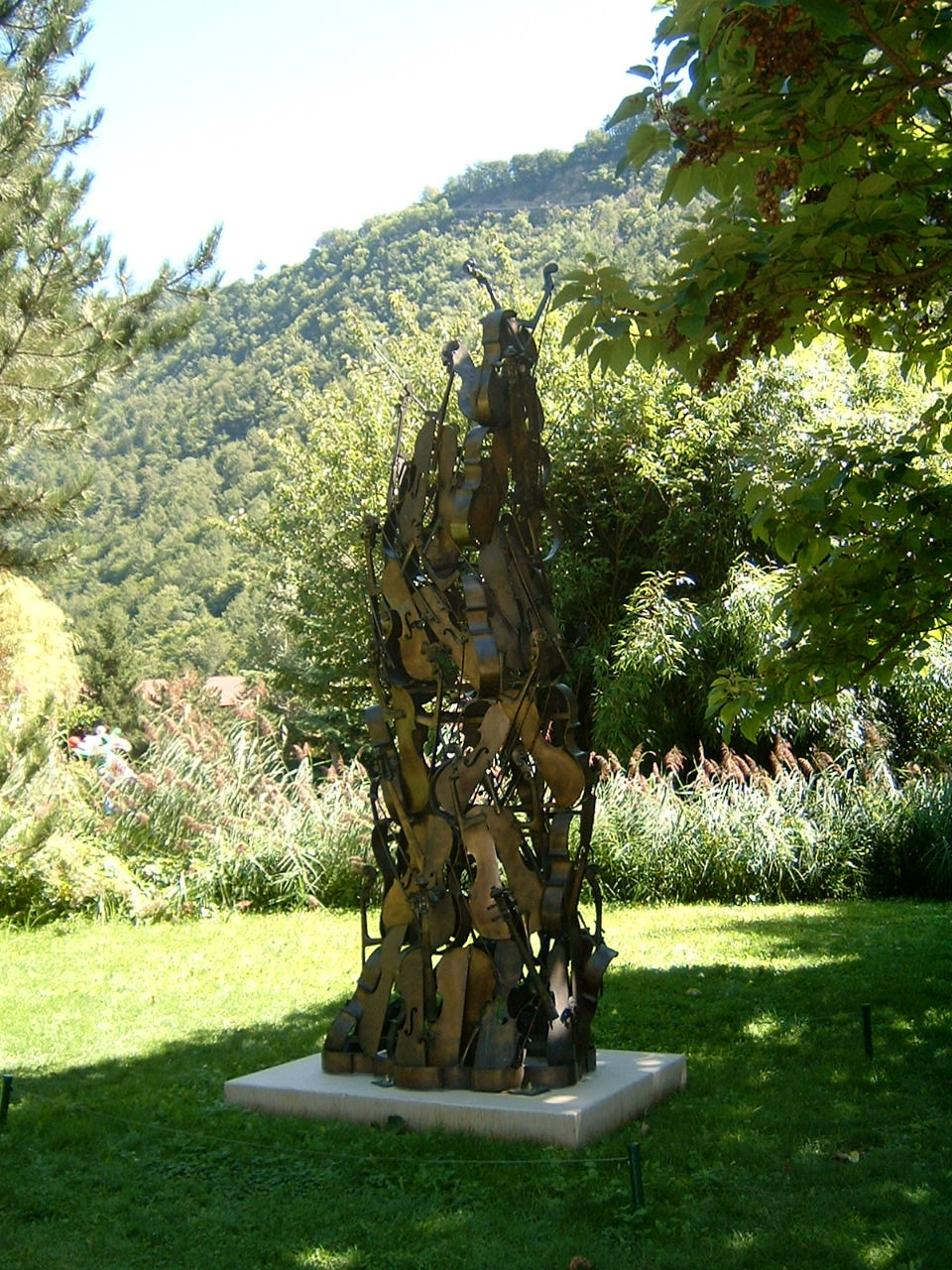
Orchestra for Peace, Fondation Gianadda in Martigny/Zwitserland
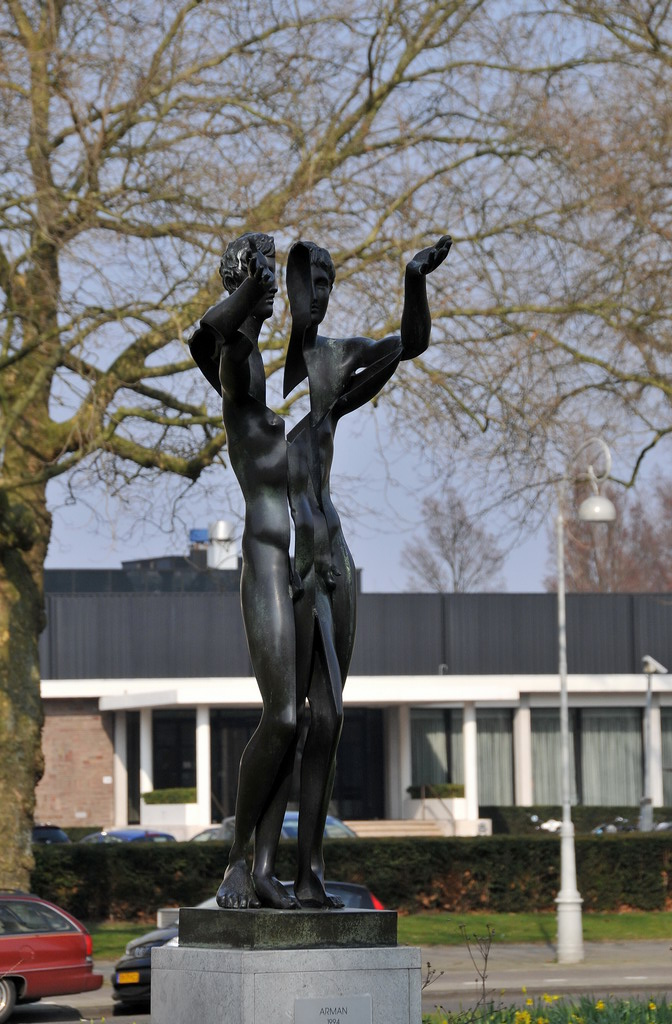
Apollo Offering (1994), Amsterdam

## Werk in openbare collecties (selectie)
- Museum Boijmans Van Beuningen, Rotterdam[3]
- Stedelijk Museum 's-Hertogenbosch